# 马林塔尔 (德国)
马林塔尔是德国下萨克森州的一个市镇。总面积6.53平方公里，总人口977人，其中男性485人，女性492人（2011年12月31日），人口密度150人/平方公里。